# Vass Mátyás
Vass Mátyás (Dorozsma, 1837. február 20. – Szeged, 1903. május 1.) magyar pedagógus, író, újságíró.

## Élete
1837. február 20-án született Dorozsmán (ma: Kiskundorozsma), földműves családból. Édesanyja Tóth Erzsébet, édesapja, Vass József korábban Miklós-huszár volt, majd amikor az 1840-es évek elején Szegedre költözött családjával, hajdú lett. Fiát asztalosnak taníttatta, ő azonban négy évi inaskodás után inkább az iskolát választotta. Elvégezve az alreáliskolát, majd a szegedi tanítóképzőt, főelemi tanítói oklevelet szerzett. Szegváron kezdte tanítói pályáját 1858. október 1-jén, majd 1871-ben Szegedre hívták, ahol előbb (augusztus 17-étől) a felsővárosi liszt utcai, majd 1873-tól a belvárosi elemi iskolában tanított. Tagja volt előbb a Szentes-Vidéki Tanító-Egyletnek, majd az Alföldi, később Csongrád megyei Tanító Egyesületnek, amelynek alelnöke is volt. Előadóként vett részt az 1870-es, 1874-es, 1878-as egyetemes tanítógyűléseken: a tanítók jogai, önállósága, függetlensége érdekében, majd a nők taníttatásáról, végül a tanítói fizetés minimumáról és a korpótlék kérdéséről beszélt.
Írásai előbb a Népnevelők Lapjában jelentek meg, majd az Alföldi Tanító Egylet által alapított Tanügyi Lapokban, amelynek 1872-74 közt főmunkatársa, 1874-76 közt szerkesztője volt. Írt emellett a Kis Tükörbe, a Zalai Tanközlönybe, a Néptanítók Lapjába, a Népnevelőbe és a Szegedi Napló is közölte írásait. Első hazai méltatója Pósa Lajos gyermekköltészetének. Irmei Ferenccel és Pósa Lajossal szerkesztett olvasókönyveiről a Szegedi Híradóban jelent meg recenzió. Olvasókönyveket szerkesztett továbbá az elemi népiskolák, a leányiskolák és fiúiskolák számára is. Ezekből befolyt jövedelméből 520 forintnyi alapítványt hozott létre pályamunkák jutalmazására és beteg tanítók-tanítónők segélyezésére. További 40 forintot juttatott az Eötvös-alap céljaira.
Egy szentesi iparos: Antal János asztalosmester leányát, Antal Terézt, majd ennek 1876. október 4-ei halála után nővérét, Etelkát vette nőül. Gyermekei közül Vass Béla a Premontrei Rendi Szent Norbert Gimnázium rajztanára és a szombathelyi Szép És Iparművészeti Iskola alapítója. Másik fia, Vass Géza hírlapíró.
Nyugdíjba vonulásáról a Néptanítók Lapja tudósított az 1901. évi 7. számban.
Elhunyt Szegeden, 1903. május 1-jén.

## Művei
(a jelzetek a Csongrád Megyei Levéltár bibliográfiai jelzetei):
- 5066. Emlékirat Szeged sz. kir. város népoktatásának ujjászervezése tárgyában. Szeged, 1880. 24 p.
- 5067. Emlékirat a Szeged-tanyai iskolák államosítása tárgyában. Szeged, 1899. 15 p.
- 5068. Szeged szab. kir. város községi iskolái és kisdedóvó intézetei 1896. Kapcsolatban az olvasás és írástanítás történetével. Szeged, 1898. 161 p.
- 5069. Lantos Bélával: A „Csongrád vármegyei Tanító-Egyesület (Alföldi Tanító-egylet)” harmincz éves története. Szeged, 1900. 367 p., 1 t.
- 5070. Sziklay Ferenccel: Olvasókönyv (ABC) az elemi népiskolák első osztálya számára. A „Csongrádmegyei tanitó-egyesület (Alföldi tanitó-egylet)” határozatából és megbizásából. Szeged, 1885. 96 p.
- 5071. Tergina Gyulával és Kerékgyártó Elekkel (szerk.): Olvasókönyv, az elemi népiskolák… Szeged.
  - II. osztálya számára. A szöveg közé nyomott 17 képpel. 1892. 192 p.
  - III. osztálya számára. A szöveg közé nyomott 25 képpel. 1893. 245 p.
  - IV. osztálya számára. A szöveg közé nyomott 8 képpel. 1893. 318 p.
  - V. és VI. osztálya számára. 1890. 600 p.
- 5072. Tergina Gyulával, Kerékgyártó Elekkel és Hoffmann Mórral (szerk.): Olvasókönyv a tanyai és az osztatlan falusi népiskolák… A szegedi és tanyai tanító-testületek közreműködésével szerkesztették. Szeged.
  - II. és III. osztálya számára. A szöveg közé nyomott 28 képpel. 1892. 239, XXIX p.
  - IV. és VI. osztályok számára. A szöveg közé nyomott 12 képpel. 1894. 239, XXIX p